# Ağaçören (district)
Ağaçören is een Turks district in de provincie Aksaray en telt 11.870 inwoners (2007). Het district heeft een oppervlakte van 395,0 km². Hoofdplaats is Ağaçören.
De bevolkingsontwikkeling van het district is weergegeven in onderstaande tabel.
| 1997   | 2000   | 2007   |
| ------ | ------ | ------ |
| 15.364 | 15.869 | 11.870 |

Ağaçören · Aksaray · Eskil · Gülağaç · Güzelyurt · Ortaköy · Sarıyahşi